# وید (کنتاکی)
وید (به انگلیسی: Weed) یک منطقهٔ مسکونی در ایالات متحده آمریکا است که در شهرستان ادیر، کنتاکی واقع شده‌است. وید ۳۱۷٫۹۱ متر بالاتر از سطح دریا واقع شده‌است.